# Fabio Massimi
Fabio Massimi (Roma, 26 gennaio 1958) è un ex calciatore italiano, di ruolo terzino.

## Carriera
Ha iniziato nelle giovanili della Roma.
Nel 1976 si trasferisce al Varese dove a 18 anni debutta in Serie B, giocandovi con continuità per tre stagioni.
Nel 1979 passa alla Sambenedettese, ancora in Serie B, giocando da titolare una stagione, prima di passare all'Avellino, dove però rimarrà solo pochi mesi, senza riuscire ad esordire in massima serie prima di trasferirsi al Pisa, nuovamente fra i cadetti.
Coi neroazzurri pisani gioca due stagioni in Serie B e, dopo aver conquistato la promozione in massima serie nella stagione 1981-1982, due in Serie A.
In carriera ha totalizzato complessivamente 27 presenze in Serie A, con all'attivo una rete in occasione del pareggio esterno del Pisa col Torino del 27 novembre 1983 e 152 presenze in Serie B.